# شاپرکان درازشاخک
شاپرکان درازشاخک (نام علمی: Lyonetiidae) نام یک تیره از بالاخانواده پنهان‌خواران است.